# Thierry Binisti
Thierry Binisti est un réalisateur français né en 1964 à Créteil,.

## Biographie
Il a grandi à Créteil, en région parisienne. Décidé à faire du cinéma depuis sa jeunesse, il commence par réaliser des courts métrages pour la Vidéothèque de la ville de Paris, (aujourd'hui le Forum des Images), les thèmes abordés sont l'histoire de la Ville, ses habitants et son atmosphère si particulière.
Il devient ensuite l'assistant de Régis Wargnier sur Indochine, Diane Kurys sur Après l'amour et Jean-Jacques Zilbermann sur Tout le monde n'a pas eu la chance d'avoir des parents communistes.
Thierry Binisti réalise Le Livre de minuit en 1996, avec Dominique Blanc. Ce film de 17 minutes, se déroulant en 1942, raconte l'histoire d'un petit garçon qui utilise les contes des Mille et une nuits et la fabuleuse histoire de Shéhérazade pour protéger sa mère qui participe à l'activité clandestine des Éditions de Minuit. Le film obtient de nombreux prix dans les festivals de courts métrages, en France et à l'étranger notamment l'éléphant D'or au festival Travelling en 1997[source secondaire souhaitée].
Il travaille ensuite pour la télévision, où il coécrit et réalise des unitaires[source secondaire souhaitée] comme Passion Interdite avec Didier Sandre ou Drôles de Clowns avec Stéphane Guillon.
En 2000, avec La Bicyclette bleue il est conduit à porter à l'écran l'adaptation du roman éponyme de Régine Deforges  pour France 2 Le tournage de cette large fresque en trois épisodes évoquant la Seconde Guerre mondiale et ses épreuves lui vaut le 7 d'or. Avec Laetitia Casta dans le rôle principal de Léa Delmas, cette mini-série est un des plus grands succès d'audience de la décennie pour la chaîne publique.
Il passe au grand écran en 2002 avec L'Outremangeur, son premier long métrage, où il met en scène dans le rôle vedette Éric Cantona.
Pendant près de dix ans pour la télévision, Thierry Binisti va s'essayer à des genres différents[source secondaire souhaitée] : la comédie romantique ou familiale (Quelques mots d'amour avec Constance Dollé en 2005, Mère, fille : Mode d'emploi ou Nos chers parents (autre titre d'Au secours, les enfants reviennent !) en 2006) ; des adaptations littéraires comme Au Bout du Rouleau (adapté d'un roman de Joseph Conrad) ou Les Amants du bagne, adaptation du roman d’Albert Londres.
Il met en scène toutes les époques, du XVe siècle à nos jours en passant par la Première (Allons petits enfants) et la Seconde Guerre mondiale (La Femme tranquille ou Marthe Richard). Il travaille avec des personnalités aussi variées que Line Renaud, Fanny Cottençon, Féodor Atkine, Enrico Macias ou Patricia Kaas.
En 2008, il lance pour France 2 une trilogie (Versailles, le rêve d'un roi ; Louis XV, le soleil noir ; Louis XVI, l'homme qui ne voulait pas être roi) qui retrace l'histoire des rois et de leur cour sur plus de deux siècles avec. L'épopée versaillaise, qui débute lorsque le roi Louis XIV est encore un enfant et n'ose même rêver à Versailles et qui s'achève avant l'exécution de Louis XVI.
Son second long métrage, Une bouteille à la mer, est sorti en France le 8 février 2012. Écrit avec Valérie Zenatti, il est adapté d'un des romans de celle-ci, Une bouteille dans la mer de Gaza ; le film a été tourné en Israël/Palestine en 2010. Il a reçu des prix et a été sélectionné au Jewish Film Festival de New York et de San Francisco en 2012.
En 2014, il réalise un téléfilm pour France 3 sur le thème de la transidentité, Belinda et Moi avec Line Renaud.

## Filmographie

### Cinéma
- 1991 : Après l'amour, assistant
- 1991 : Indochine, assistant
- 1992 : Pétain, assistant
- 1996 : Le Livre de minuit, court-métrage
- 2002 : L'Outremangeur
- 2012 : Une bouteille à la mer
- 2023 : Le Prix du passage

### Télévision
- 1996 : Crime sans témoin
- 1997 : Les Arnaqueuses
- 1998 : Passion interdite
- 1998 : La Justice de Marion
- 1999 : Drôles de clowns
- 2000 : La Bicyclette bleue
- 2001 : Les Redoutables épisode 'Question de choix'
- 2001 : Mère, fille : Mode d'emploi
- 2002 : Au bout du rouleau
- 2004 : Les Amants du bagne
- 2005 : Le Show des machos
- 2005 : Allons petits enfants
- 2005 : Monsieur Molina
- 2005 : Quelques mots d'amour
- 2006 : Au secours, les enfants reviennent !
- 2006 : Agathe contre Agathe
- 2007 : Moi, Louis enfant de la mine - Courrières 1906
- 2007 : Versailles, le rêve d'un roi
- 2008 : La Femme tranquille
- 2008 : L'Odyssée de l'amour
- 2008 : On choisit pas ses parents, adaptation du roman jeunesse Oh, Boy ! de Marie-Aude Murail, publié en 2000.
- 2009 : Le Cœur du sujet
- 2009 : Louis XV, le Soleil noir
- 2011 : Louis XVI, l'homme qui ne voulait pas être roi
- 2011 : Marthe Richard
- 2012 : Assassinée
- 2013 : Délit de fuite
- 2014 : Pas d'inquiétude
- 2014 : Belinda et moi
- 2014 : Disparus
- 2014 : Mes grands-mères et moi
- 2015 : Envers et contre tous
- 2017 : Meurtres en Auvergne
- 2017 : La Loi de Valérie
- 2018 : Meurtres en Pays d'Oléron
- 2018 : Né sous silence
- 2018 : Les Fantômes du Havre
- 2019 : Le Pont des oubliés
- 2019 : Munch
- 2019 : Olivia
- 2020 : Meurtres à Pont-L'Évêque[6]
- 2020 :  Hortense
- 2021 : La Doc et le véto
- 2021 : En attendant un miracle
- 2023 : Le Prochain Voyage[7],[8]
- 2024 : Le Combat d'Alice[9],[10],[11]
- 2025 : Les Ailes collées

## Distinctions
- 2011 : Festival international des jeunes réalisateurs de Saint-Jean-de-Luz : Chistera du meilleur film pour Une bouteille à la mer
- 2014 : Laurier 2014 de la télévision et de la radio catégorie Civisme et Grandes causes[12] pour son téléfilm Délit de fuite, adaptation du roman éponyme de Christophe Léon.
- 2015 : Prix Poitou-Charentes des lecteurs de Sud Ouest : Envers et contre tous (Festival de La Rochelle)